# 육군 서울중앙지방병사구사령부
육군서울중앙지방병사구사령부(陸軍서울中央地方兵事區司令部, 혹은 육군서울병사구사령부(육군서울지방병사구사령부))는 1954년 4월 10일에서부터 1956년 4월 10일까지 있었던 대한민국 육군의 사령부이다. 서울 지방의 병역 인적자원관리 행정업무를 담당하였다. 1956년 해체 및 폐지된 이후 그 관련 역할이 분산된 후신급 부대는 다음과 같다.
- 육군 수도군단 (옛 육군 제6관구사령부)
- 육군 수도사단
- 육군 수도방위사령부 (옛 육군 수도경비사령부)

## 지도부

### 사령관
1. 윤병현(훗날 육군 중장 예편)
2. 최영희(훗날 육군 중장 예편)
3. 윤태일(훗날 육군 중장 예편)

### 부사령관
1. 이성가(훗날 육군 소장 예편)

### 참모장
1. 허태영(육군 대령 예편)

### 부참모장
1. 박창암(훗날 육군 준장 예편)